# Ty jesteś ciszą
Ty jesteś ciszą (oryg. tytuł w jęz. niem.: Du bist die Ruh') – pieśń Franza Schuberta z 1823 do tekstu niemieckiego poety Friedricha Rückerta. Kompozycja ta jest oznaczona jako op. 59 (w katalogu Deutscha nr 776). Pieśń jest oryginalnie zapisana w tonacji Es-dur, w metrum 3/8.